# Miss Brasil Beleza Internacional 2017
Miss Brasil Beleza Internacional 2017, foi a 11ª edição de realização de um concurso específico para a eleição da brasileira em busca do título de Miss Beleza Internacional, bem como o 55º ano de participação do Brasil no certame internacional. A competição se realizou no "Américas Barra Hotel" localizado no Rio de Janeiro entre os dias 26 e 29 de setembro com a presença de treze (13) candidatas representando algumas unidades federativas do País. O evento é licenciado por Boanerges Gaeta Júnior e teve realização da empresária (e ex-coordenadora do Miss Rio de Janeiro) Susana Cardoso. A potiguar Manoella Alves, detentora do título no ano anterior, coroou Bruna Zanardo de São Paulo como a grande campeã.

## Resultados

### Colocações
| Posição   | Estado e Candidata                  |
| Vencedora | - São Paulo - Bruna Zanardo         |
| 2º. Lugar | - Rio de Janeiro - Mariah Khenayfis |
| 3º. Lugar | - Distrito Federal - Luciana Mello  |
| 4º. Lugar | - Ceará - Bruna Matos               |
| 5º. Lugar | - Roraima - Rafaela Domingues       |
| 6º. Lugar | - Paraná - Karimme Lopes            |
| 7º. Lugar | - Espírito Santo - Lohane Bosi      |

     Colocações reveladas posteriormente.

### Prêmios especiais
O concurso distribuiu os seguintes prêmios este ano:
| Posição        | Estado e Candidata                |
| Miss Simpatia  | - Santa Catarina - Yasmin Freitas |
| Miss Fotogenia | - Piauí - Kelly Evenlly Santos    |

### Ordem dos anúncios
| 1. Paraná 2. Distrito Federal 3. Roraima 4. Ceará 5. São Paulo 6. Espírito Santo 7. Rio de Janeiro | 1. Rio de Janeiro 2. Distrito Federal 3. Ceará 4. São Paulo 5. Roraima |  |  |

## Candidatas
Disputaram o título este ano:
| Estado           | Candidata            | I  | Origem                      |
| Amapá            | Priscila El Elyon    | 24 | Nova Iguaçu, RJ             |
| Ceará            | Bruna Matos          | 19 | São Gonçalo do Amarante, CE |
| Distrito Federal | Luciana Mello Dutra  | 21 | Brasília, DF                |
| Espírito Santo   | Lohane Alfena Bosi   | 22 | Angra dos Reis, RJ          |
| Paraná           | Karimme Lopes        | 19 | Araucária, PR               |
| Piauí            | Kelly Evenlly Santos | 19 | Teresina, PI                |
| Rio de Janeiro   | Mariah Khenayfis     | 26 | Campos dos Goytacazes, RJ   |
| Rondônia         | Morganna Costa       | 19 | Resende, RJ                 |
| Roraima          | Rafaela Domingues    | 20 | Rio de Janeiro, RJ          |
| Santa Catarina   | Yasmin Freitas       | 22 | Belford Roxo, RJ            |
| São Paulo        | Bruna Zanardo        | 25 | Laranjal Paulista, SP       |
| Sergipe          | Patrine Nascimento   | 19 | Rio de Janeiro, RJ          |
| Tocantins        | Monique Oliveira     | 20 | Rio de Janeiro, RJ          |

## Histórico

### Desistências
- Alagoas - Maria Louisa Alvim [6]

- Rio Grande do Norte - Sarah Torres [7]

### Troca
- Sergipe - Emili Seixas [8] ► Patrine Nascimento

## Histórico

### Candidatas em outros concursos
Histórico em concursos de beleza das candidatas:
| Miss Piauí - 2016: Piauí - Kelly Evenlly Santos (5º. Lugar) - (Representando o município de Teresina) Miss São Paulo - 2015: São Paulo - Bruna Zanardo (Top 10) - (Representando o município de Piracicaba) - 2017: São Paulo - Bruna Zanardo (2º. Lugar) - (Representando o município de Laranjal Paulista) | Miss Brasil Intercontinental - 2016: São Paulo - Bruna Zanardo (Top 10) - (Representando o Estado do Amapá em Itu, São Paulo) Miss Terra - 2016: São Paulo - Bruna Zanardo (4º. Lugar) - (Representando o Brasil em Pasay, nas Filipinas) |